# Dravidogecko anamallensis
Dravidogecko anamallensis là một loài thằn lằn trong họ Gekkonidae. Loài này được Günther mô tả khoa học đầu tiên năm 1875.